# Jonas Struck
Jonas Struck Larsen (født 28. september 1972 i Nykøbing Falster) er en dansk musiker, sangskriver, producer, filmkomponist og medlem af rockbandet Swan Lee. Han er uddannet fra Det Rytmiske Musikkonservatorium i 2000, og har spillet i flere danske jazz-, surf- og rockbands, herunder Bugpowder, Cactus Circle, Cours Lapin, Thunderstrucks og Niels Skousen. Han har modtaget flere priser for hans arbejde med filmmusik og supervision af spillefilm, tv-dramaserier og dokumentarer, herunder Robertprisen for 'Årets score' for dokumentarfilmen ‘Apolonia, Apolonia’ og Musikforlæggerne’s Carl Prisen som 'Årets komponist'.

## Musikkarriere
Jonas Struck voksede op i Nykøbing Falster og blev i 2000 uddannet fra Det Rytmiske Musikkonservatorium.
Fra 1993 til 1996 spillede han i indie rock bandet Cactus Circle som også bestod af forsanger Christian Bech, bassist Fredrik Damsgaard og trommeslager Emil Jørgensen. Bandet udgav debutalbummet ‘Cactus Circle’ i 1996, og turnerede med bandet Dizzy Mizz Lizzy. Fra 2002 til 2005, var Jonas Struck en del af jazzbandet Bugpowder med trompetist Kasper Tranberg, trommeslager Laust Sonne og trompetist Mads Hyhne. De udgav debut albummet Bugpowder i 2002 og albummet Autoabsence, i 2005. I 2010 udgav han albummet “Cours Lapin” med gruppen af samme navn. Bandet bestod af sangerinden Louise Alenius, komponist Asger Baden og Thomas Pederen. Med bandet Thunderstrucks, bestående af trompetist Kasper Tranberg, bassist Anders Christensen og trommeslager Kresten Osgood, blev han nomineret til Nordisk Råds Musikpris for deres debutalbum. Fra 2006 til 2011 spillede han guitar i Niels Skousen’s band, og har medvirket på tre albums; Daddy Longleg (2006), Nu Er Drømmen Forbi (2008) og Lyt til Din Coach (2010).

### Swan Lee
I 1980’erne gik han til guitar på Nykøbing Falster Musikskole. Her mødte han trommeslager Emil Jørgensen, der spillede i reggae-bandet Rockae med sangerinden Pernille Rosendahl. Trioen dannede i 1998 rockbandet Swan Lee samt pladeselskabet GoGo Records. Swan Lee har udgivet tre albums på deres eget pladeselskab: Enter (2001), Swan Lee (2004) og The Garden (2023). Bandet vandt i 2002 Danmarks Radio’s P3-prisen og blev nomineret seks gange til Danish Music Awards. De turnerede i Danmark, Europa og Japan, og var support for Suede og Feeder.
Bandets kamp for at få en pladekontrakt er dokumenteret af filminstruktør Christina Rosendahl over fire år og kulminerede i den prisvindende dokumentar ‘Stjernekigger’ fra 2002 hvor Jonas Struck komponerede dele af filmscoret. Bandet blev et forbillede indenfor iværksætteri og gav foredrag under titlen ‘Do It Yourself’ i det danske musikmiljø.
Swan Lee gik i opløsning i 2005, men blev i 2023 genforenet og udgav albummet The Garden. Albummet havde en mere cinematisk tone end de forrige, og blev produceret af Søren Buhl Lassen og Teitur Lassen var co-writer og executive producer. Jonas Struck beskrev samarbejdet;  “Teitur er enormt generøs og inspirerende at arbejde sammen med. Samt en god vært. Vi må heller ikke glemme Søren Buhl Lassen, som har været den vildeste producer. Han har insisteret på en enkelhed og minimalisme, vores to første albummer ikke bar præg af. Han har forsøgt at indkapsle lyden af det, vi tre kan skabe sammen.”

### Filmmusik
Struck har siden 2006 arbejdet som filmkomponist og er kendt for hans minimalistiske, organiske og nordiske lyd med elektroniske lag. Hans første filmscore var til dele af filminstruktør Christina Rosendahls dokumentarfilm ‘Stjernekigger’ fra 2002. De samarbejdede igen i 2015 hvor han komponerede scoren til filmen ‘Idealisten,’ hvor han vandt Musikforlæggerne’s Carl Prisen som 'Årets komponist.’ I 2006 komponerede han musikken til filmen 'Prag', der var instrueret af Ole Christian Madsen. De samarbejde igen i 2011 hvor han komponerede soundtracket filmen Superclásico. I 2017 komponerede han scoren til Janus Metz Pedersen’s tennis drama film ‘Borg vs McEnroe’ med Sverrir Gudnason og Shia LaBeouf i hovedrollerne. Samme år komponerede han, med den finske elektroniske musiker Vladislav Delay, scoren til filmen “QEDA” som blev nomineret til HARPA Nordic Film Composer Award. I 2021 var han nomineret til Robert-prisen for 'Årets Score’ for hans arbejde med filmen ‘Vores Mand i Amerika.’ I 2022 skabte han scoren til dokumentarfilmen ‘Apolonia, Apolonia’ som vandt hovedprisen på International Documentary Filmfestival Amsterdam (IDFA).
I 2014 startede Jonas Struck sit eget pladeselskab Sound by Struck som primært udgiver filmmusik. Han har siden 2019 samarbejdet med filmkomponist og sangerinde Karen Krogshøj på flere filmscores blandt andet Kagefabrikken (2022).

## Diskografi

### Musik albums[25]
- Cactus Circle, Cactus Circle (1996)
- Snedronningen, Ginman/Jørgensen (1999)
- Still Going Wrong’, Abdullah (2000)
- Sneglzilla, Malk de Koijn (2001)
- Enter, Swan Lee (2001)
- Bugpowder, Bugpowder (2002)
- Swan Lee, Swan Lee (2004)
- Autoabsence, Bugpowder (2005)
- Daddy Longleg, Niels Skousen (2006)
- Nu Er Drømmen Forbi, Niels Skousen (2008)
- Cours Lapin (2009)
- Thunderstruck, Thunderstruck (2009)
- Lyt til din Coach, Niels Skousen (2010)
- Worn Out Sun, Worn Out Sun (2014)[26]
- Jenno/Struck (2014)
- The Garden, Swan Lee (2023)

### Film soundtracks
- Regel nr. 1 (2003)
- Prag (2006)
- Towards the Light med Asta Nielsen (2007)
- Manden fra Panama (2007)
- Bobby (2009)
- Solskin (2009)
- Sandheden om Mænd (2010)
- Magi I Luften (2011)
- Superclásico (2011)
- Belinda Beautiful (2013)
- Øresund (2012)
- Spies og Glistrup (2013)

- 9 april (2015)
- Idealisten (2015)
- QEDA (2017)
- Borg vs. McEnroe (2017)
- Hjertestarter (2017)
- Landet af Glas (2018)
- Conrad & Michelle - If Words Could Kill (2018)
- Vores Mand i Amerika (2020)
- The Woodcutter Story (2022)
- Kagefabrikken (2023)
- Den Grænseløse (2023)

### Dokumentarfilm
- Stjernekigger (2002)
- Magten over Kærligheden (2004)
- 100% Greve (2004)
- Den Nye Helena (2010)
- Min Smukke Datter (2011)
- Med døden til følge (2011)
- Ekstra Bladet: Uden for Citat (2014)
- Vold - i Kærlighedens Navn (2017)
- Den Anden Side (2017)
- Overleverne 1-3 (2018)
- Hjerter Dame (2018)
- Hunting for Hedonia (2018)
- Solutions (2021)
- Apolonia, Apolonia (2022)

### TV og streaming serier
- Lærkevej (2009)
- Lulu & Leon (2009)[27]
- ‘Overleverne’ oversigt (2021)
- Ragnarok (2021)
- Oxen (2023)

## Privatliv
Jonas Struck er gift med filmkomponist og sangerinde Karen Krogshøj, og de har to børn.